# جيلينا
جيلينا (باللغة السلوفاكية:Žilina) مدينة تقع شمال غرب سلوفاكيا نحو 200 كيلومتر (120 ميل) من العاصمة براتيسلافا هي رابع أكبر مدينة في سلوفاكيا وتتبع إقليم جيلينا.

## المناخ
يظهر الجدول التالي التغييرات المناخية على مدار السنة لجيلينا:
| البيانات المناخية لـجيلينا        | البيانات المناخية لـجيلينا | البيانات المناخية لـجيلينا | البيانات المناخية لـجيلينا | البيانات المناخية لـجيلينا | البيانات المناخية لـجيلينا | البيانات المناخية لـجيلينا | البيانات المناخية لـجيلينا | البيانات المناخية لـجيلينا | البيانات المناخية لـجيلينا | البيانات المناخية لـجيلينا | البيانات المناخية لـجيلينا | البيانات المناخية لـجيلينا | البيانات المناخية لـجيلينا |
| الشهر                             | يناير                      | فبراير                     | مارس                       | أبريل                      | مايو                       | يونيو                      | يوليو                      | أغسطس                      | سبتمبر                     | أكتوبر                     | نوفمبر                     | ديسمبر                     | المعدل السنوي              |
| --------------------------------- | -------------------------- | -------------------------- | -------------------------- | -------------------------- | -------------------------- | -------------------------- | -------------------------- | -------------------------- | -------------------------- | -------------------------- | -------------------------- | -------------------------- | -------------------------- |
| متوسط درجة الحرارة الكبرى °م (°ف) | 0 (33)                     | 3 (38)                     | 8 (47)                     | 14 (58)                    | 20 (68)                    | 22 (72)                    | 25 (76)                    | 25 (77)                    | 20 (67)                    | 14 (58)                    | 6 (44)                     | 1 (35)                     | 13 (56)                    |
| متوسط درجة الحرارة الصغرى °م (°ف) | −5 (22)                    | −5 (23)                    | −1 (30)                    | 3 (37)                     | 8 (46)                     | 10 (51)                    | 12 (54)                    | 12 (53)                    | 9 (47)                     | 5 (41)                     | 0 (33)                     | −4 (26)                    | 4 (39)                     |
| الهطول سم (إنش)                   | 2.85 (1.12)                | 2.67 (1.05)                | 3.10 (1.22)                | 4.08 (1.61)                | 4.82 (1.90)                | 6.99 (2.75)                | 6.84 (2.69)                | 5.19 (2.04)                | 4.74 (1.87)                | 4.19 (1.65)                | 3.91 (1.54)                | 3.42 (1.35)                | 52.8 (20.79)               |
| المصدر: MSN Weather               |                            |                            |                            |                            |                            |                            |                            |                            |                            |                            |                            |                            |                            |

## توأمة
لجيلينا اتفاقيات توأمة مع كل من:
- Kikinda [الإنجليزية]‏
- بييلسكو-بياوا
- تشانغتشون
- كراسنويارسك (2013 - )
- دنيبرو
- إيسن، بلجيكا
- فريدك-ميستك
- نانتير
- بلزن
- ترجينتس
- Prague 15 [الإنجليزية]‏
- غرودنو

## أعلام
- ماريك مينتال
- توماس هوبوتشان
- بيتر بيكاريك
- دوشان كوسياك
- بيتر ساغان